# Iglesia de Nuestra Señora de la Coronación (Vitoria)
Iglesia de Nuestra Señora de la Coronación (Vitoria) es un templo parroquial católico de la ciudad de Vitoria, (Álava, País Vasco, España). Se trata de una construcción de 1960, obra del arquitecto Miguel Fisac.
La colocación de la primera piedra tuvo lugar el 7 de julio de 1958. Se erigió canónicamente el 29 de diciembre de 1959. La bendición e inauguración fue el 9 de abril de 1960.

## Descripción
Miguel Fisac, y Alejandro de la Sota Martínez, recibieron el encargo de diseñar este templo. Cada arquitecto realizó una propuesta y finalmente se decidieron por la de Fisac: un templo de trazas orgánicas y materiales tradicionales. Luis María Sánchez Iñigo ejerció de aparejador.
Entre los años 1957 y 1960 se construyó la Iglesia de Nuestra Señora de la Coronación. La idea generadora de este proyecto se basa en la relación de dos muros convergentes: un muro dinámico –curvo, envolvente, liso y blanco– que conduce la mirada hasta el altar, y otro estático –de mampostería vista y trazado recto perforado por huecos– por el que entra la luz. Este último muro agrupa elementos como el baptisterio, capillas, comunicaciones, etc.

## Arquitectura
La iglesia está conformada únicamente por un volumen de forma orgánica en planta. Si bien contemplada exteriormente la iglesia da una impresión muy hermética, en el interior son precisamente las aberturas al exterior las que le confieren de un ambiente muy particular. Adicionalmente, cuenta con un esbelto campanario que alcanza los 30 metros de altura que actúa como reclamo. La iglesia tiene una función únicamente religiosa, rol que continúa desempeñando a día de hoy como parroquia local del casco antiguo de la ciudad y, además, actuando como uno de los edificios más icónicos de la ciudad.

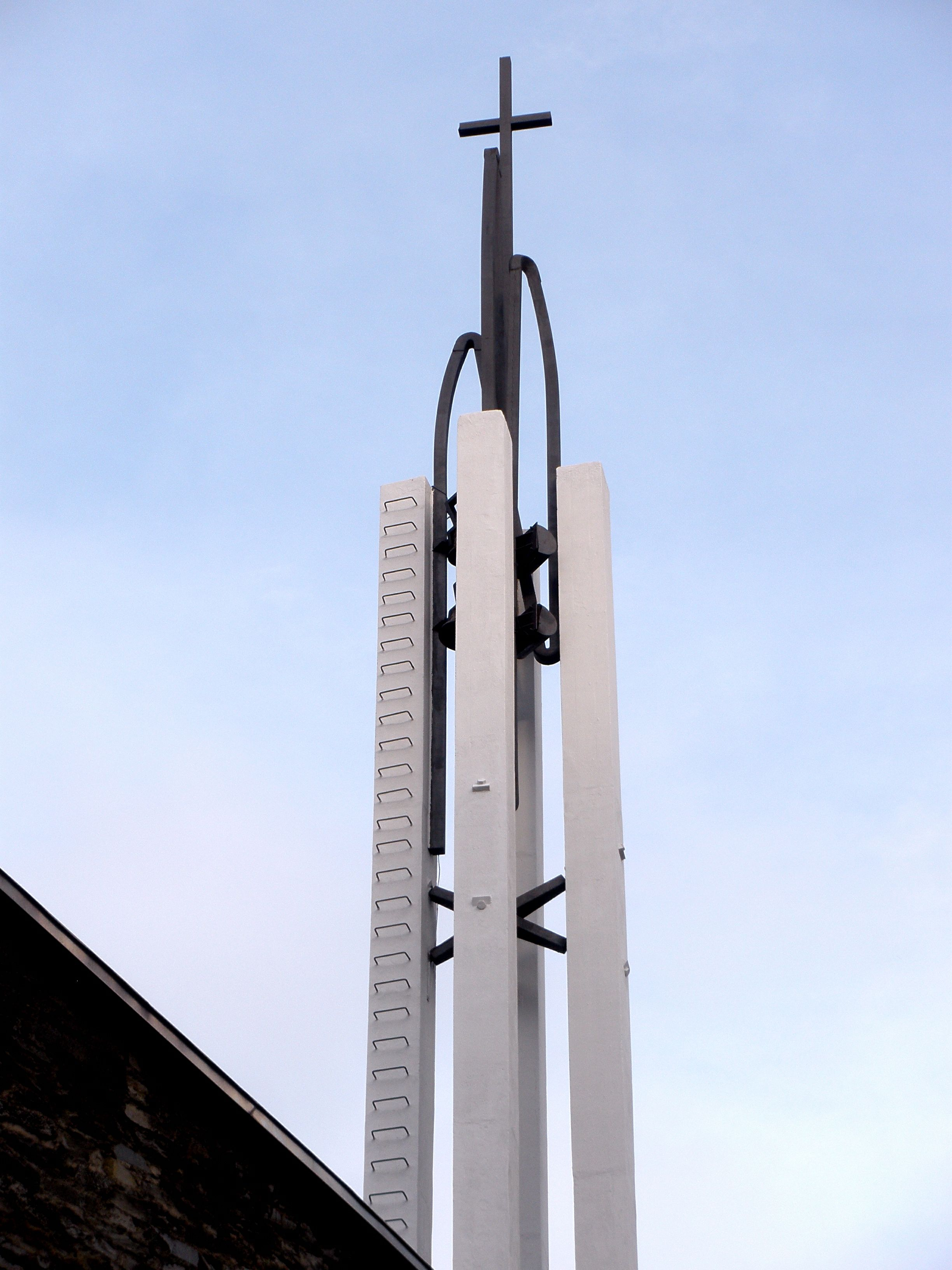
Campanario

El edificio se asienta sobre sus muros portantes que están compuestos de piedra y terminados con hormigón en el interior, salvo el muro oeste que proyecta la luz a través de las perforaciones rectangulares al muro este, que está terminado en yeso para permitir una mayor luminosidad en el interior. El pavimento está realizado en otro material noble como es el terrazo. La madera reviste los muros no portantes y el trasdós de la cubierta, además de los entablados interiores y gran parte del mobiliario. Adicionalmente, se pueden encontrar detalles de metal en esculturas y vidrieras en las aberturas. La cubierta de hormigón es inclinada y ligeramente cóncava y asciende desde la entrada hasta el altar, donde la altura de la cubierta es máxima y concede mayor amplitud. La iglesia sigue el clásico esquema atrio-nave-presbiterio, partición que sucede gracias a la luz, que deja la nave en penumbra e ilumina, gracias a un ventanal lateral, el presbiterio con fuerza.
La idea de Fisac era la de generar un ambiente único, focos de luz indirecta (solucionado igual que el muro de luz de Romchamp) sobre la pared de yeso y cargado de confortabilidad gracias a la notable presencia de la madera barnizada en paramentos y mobiliario. Además, la mano del arquitecto se aprecia también en los materiales, con una predominante presencia de elementos pétreos como el terrazo del pavimento y los ladrillos y hormigón que se pueden encontrar en las fachadas. Como ya se ha mencionado, la Iglesia se ubica en el casco antiguo de la ciudad, cuyo rol en la época fue responder a las necesidades de vivienda de la población, cada vez más industrializada. La iglesia respondió al interés del padre Aguilar (director de la revista “Ara” de arquitectura y escultura religiosa), que promovió numerosas propuestas concedidas a arquitectos jóvenes con la intención de construir algo más que una parroquia local, más bien un edificio icónico. Este religioso estaba relacionado con el obispo de Vitoria, que se decidió por la propuesta de Fisac de entre una selección de proyectos. El edificio está considerado como uno de los más importantes de la arquitectura española de posguerra hasta el punto de haber aparecido en numerosas revistas, recopilaciones y páginas web que la colocan como ejemplo (Arquitectura Viva, Docomomo, etc.). En la propia obra encontrarse numerosas similitudes con la capilla de Notre Dame du Haut de Le Corbusier, en la que parece que Fisac se inspiró. El estado de conservación del edificio es excelente; sus años de funcionamiento han favorecido su buen estado gracias a un mantenimiento notable, con apenas sustituciones de piezas menores levemente dañadas. En referencia a la obra, Miguel Fisac dijo: “(…)Y en Vitoria empleé esta solución, entendiendo que los fieles se congregan como en una procesión, con un sacerdote delante. Con el fin de acercar las miradas a los feligreses al altar, hice un muro curvo y liso, sin ninguna interrupción, de manera que la vista resbalaba por él hasta el foco principal.

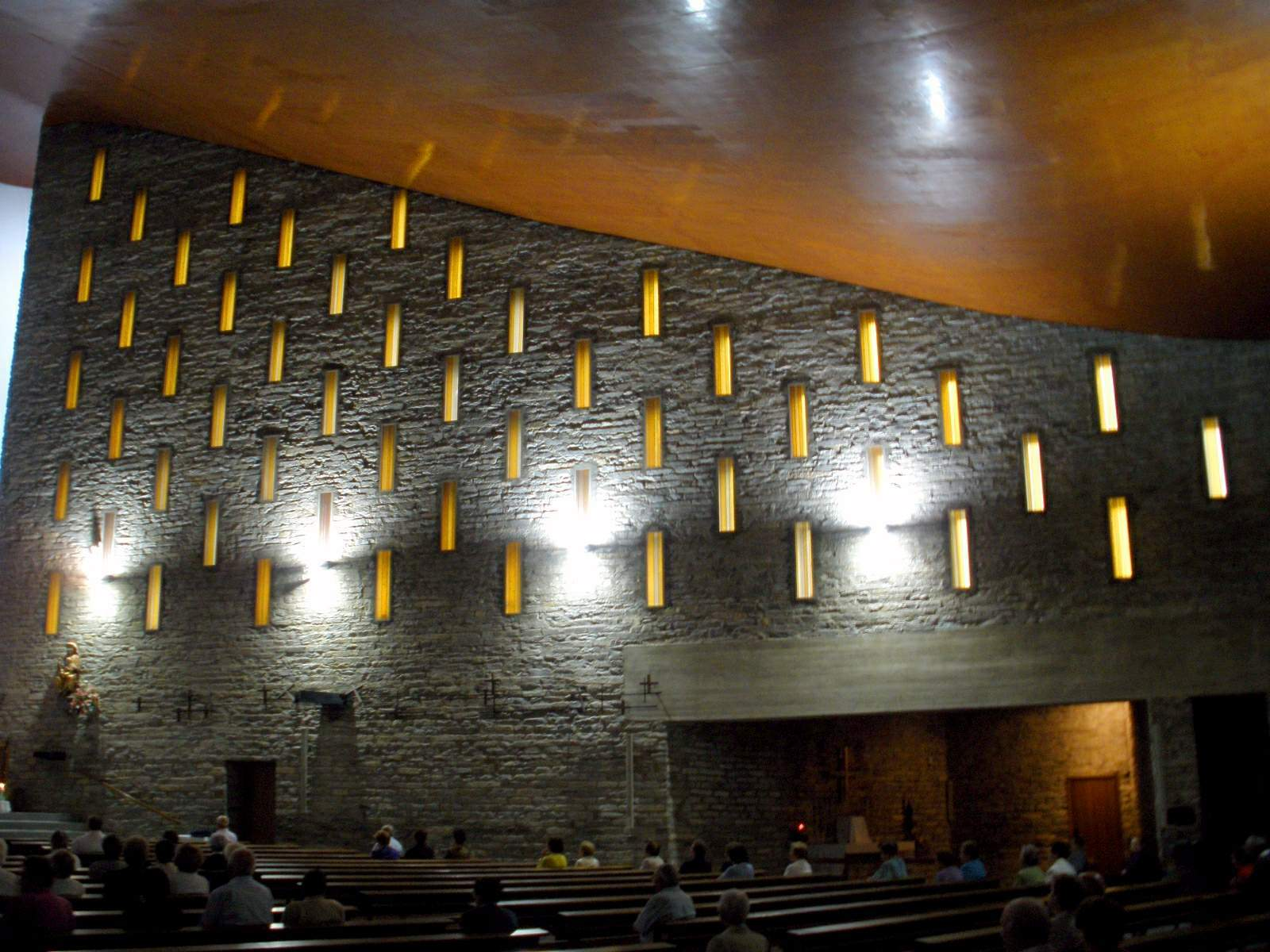
Interior

El campanario de la iglesia, sirve aquí para dar escala al edificio, y consiste en tres fustes de hormigón arriostrados entre sí por la estructura portante de las campanas, una auténtica escultura de acero de enorme categoría realizada por Fisac, y queda totalmente exento de la iglesia, casi tirado sobre la calle, más alto que cualquier otra cosa de su entorno a manera de reclamo, de vigía.

## Interior
La Iglesia presenta un gran espacio único y sin discontinuidades, donde el altar es definido gracias a un leve pliegue del suelo de la nave. Acá, la imagen de Cristo, escultura de Pablo Serrano, se encuentra colgada del techo mediante unos cables, dotando a la obra de una mayor esbeltez. La nave central queda iluminada gracias a un conjunto pequeñas aberturas en la parte cenital, entregando una luz pareja y tenue.
Su sección longitudinal presenta una planta semi-simétrica, en el eje longitudinal, dando como resultado un techo que empieza con una baja altura en la entrada y que va subiendo con una sola gran agua muy pronunciada hacia el altar.
Las vidrieras son de Francisco Farreras.Toda la luz usada proviene del oeste, que, durante la mayor parte del día se asemeja a la luz norte. Por la tarde, cuando el sol pega directamente sobre el muro de las aberturas rematadas con un cristal, ingresa al interior entregando una luz filtrada, pero que ilumina de manera cálida la totalidad del interior de la nave. Esta luz indirecta por la tarde contrasta con la luz indirecta del altar, que recibe la luz del norte. La iglesia queda, así, atada transversalmente por la luz y funciona como una especie de enorme amplificador de luz.
Fisac llama al muro curvo "muro dinámico" y su intención era conseguir que la mirada y la atención de los presentes se deslizase en uniforme continuidad hasta llegar al Cristo Crucificado.
En 1991 se colocó la imagen de la Virgen Madre procedente de la parroquia de San Andrés de Tortura (Álava)
Ha sufrido cambios como el nuevo altar de piedra para la celebración de la misa mirando al pueblo en 1968, y el reforzamiento de la torre en 1992.

## Premios
- Premios COAVN 2025 - Modalidad H – Arquitectura y urbanismo perdurable.[9]